# ゴニスティルス属
ゴニスティルス属（ゴニスティルスぞく; 学名: Gonystylus）とは、ジンチョウゲ科の属の一つである。分類によってはゴニスティルス科（Gonystylaceae; ゴニスチル科とも）とされることもある。
東南アジアからオセアニアにかけて少なくとも32種が生育するが、ボルネオ島にしか見られないものがいくつか存在する（参照: #種）。
本属の中で最も商業的な価値がある種はラミン（メラウィス）Gonystylus bancanus であり、これを含む本属の複数の種が木材として流通している（参照: #利用）が、属全体がワシントン条約附属書IIに記載されており、種子や花粉、試験管内で培養された実生、人工繁殖された切り花を除き、国際的な取引のためには当事者国の輸出入許可が必要となり得る。

## 特徴
ジンチョウゲ科の中では多数の雄蕊を持つという特徴を持つ。

## 種
Hassler (2019) および The Plant List (2013) で共通して受容されているのは以下の32種である。
| 学名                                     | シノニム                         | 通称                                              | 日本語名                 | 分布 | IUCNレッドリストの保全状況評価                                     |
| ---------------------------------------- | -------------------------------- | ------------------------------------------------- | ------------------------ | --- | ------------------------------------------------------------------ |
| Gonystylus acuminatus Airy Shaw          |                                  |                                                   |                          | |                                                                    |
| Gonystylus affinis Radlk.                |                                  |                                                   |                          | ボルネオ島およびマレー半島                                                                               | 危急種（Vulnerable ver 3.1; 詳細は#保全状況を参照。）              |
| Gonystylus areolatus Domke ex Airy Shaw  |                                  |                                                   |                          | |                                                                    |
| Gonystylus augescens Ridl.               |                                  |                                                   |                          | |                                                                    |
| Gonystylus bancanus (Miq.) Kurz          |                                  | マレー語: ramin melawis, ramin (telur)            | ラミン、ラミンメラウィス | ボルネオ島、スマトラ島、マレー半島                                                                       | 近絶滅種（Critically Endangered ver 3.1; 詳細は#保全状況を参照。） |
| Gonystylus borneensis (Tiegh.) Gilg      |                                  |                                                   |                          | |                                                                    |
| Gonystylus brunnescens Airy Shaw         |                                  |                                                   |                          | |                                                                    |
| Gonystylus calophylloides Airy Shaw      |                                  |                                                   |                          | ボルネオ島（マレーシアのサラワク州）                                                                     | 危急種（Vulnerable ver 2.3）                                       |
| Gonystylus calophyllus Gilg              |                                  |                                                   |                          | ボルネオ島（サラワク）                                                                                   | 危急種（Vulnerable ver 3.1）                                       |
| Gonystylus confusus Airy Shaw            |                                  |                                                   |                          | |                                                                    |
| Gonystylus consanguineus Airy Shaw       |                                  |                                                   |                          | ボルネオ島                                                                                               | 危急種（Vulnerable ver 2.3）                                       |
| Gonystylus costalis Airy Shaw            |                                  |                                                   |                          | ボルネオ島（サラワク）                                                                                   | 危急種（Vulnerable ver 2.3）                                       |
| Gonystylus decipiens Airy Shaw           |                                  |                                                   |                          | ボルネオ島（サラワク）                                                                                   | 近絶滅種（Critically Endangered ver 3.1）                          |
| Gonystylus eximius Airy Shaw             |                                  |                                                   |                          | ボルネオ島（サラワク）                                                                                   | 絶滅危惧種（Endangered ver 3.1）                                   |
| Gonystylus forbesii Gilg                 |                                  | マレー語: ramin batu                              | ラミンバト               | ボルネオ島およびスマトラ島                                                                               | 近危急種（Near Threatened ver 3.1; 詳細は#保全状況を参照。）       |
| Gonystylus glaucescens Airy Shaw         |                                  |                                                   |                          | ボルネオ島（インドネシアの東カリマンタン州）                                                             | 危急種（Vulnerable ver 2.3）                                       |
| Gonystylus keithii Airy Shaw             |                                  |                                                   |                          | ボルネオ島                                                                                               | 危急種（Vulnerable ver 2.3）                                       |
| Gonystylus lucidulus Airy Shaw           |                                  |                                                   |                          | ボルネオ島                                                                                               | 危急種（Vulnerable ver 2.3）                                       |
| Gonystylus macrocarpus C.T.White         |                                  |                                                   |                          | |                                                                    |
| Gonystylus macrophyllus (Miq.) Airy Shaw | G. miquelianus Teijsman. & Binn. | インドネシア語: gaharu hitam, garu kapas          | ガハルイタム             | インド領ニコバル諸島、インドネシア、マレーシア、ブルネイ、東ティモール、パプアニューギニア、ソロモン諸島 | 低危険種（Least Concern ver 3.1）                                  |
| Gonystylus maingayi Hook.f.              |                                  | マレー語: ramin pipit; インドネシア語: sepa petri | ラミンピピト             | ボルネオ島、スマトラ島、マレー半島                                                                       | 危急種（Vulnerable ver 3.1）                                       |
| Gonystylus micranthus Airy Shaw          |                                  |                                                   |                          | |                                                                    |
| Gonystylus nervosus Airy Shaw            |                                  |                                                   |                          | ボルネオ島（サラワク）                                                                                   | 危急種（Vulnerable ver 2.3）                                       |
| Gonystylus nobilis Airy Shaw             |                                  |                                                   |                          | ボルネオ島（サラワク）                                                                                   | 絶滅危惧種（Endangered ver 3.1）                                   |
| Gonystylus othmanii Tawan                |                                  |                                                   |                          | マレーシア（サラワク）                                                                                   | 危急種（Vulnerable ver 3.1）                                       |
| Gonystylus pendulus Airy Shaw            |                                  |                                                   |                          | ボルネオ島（サラワク）                                                                                   | 近絶滅種（Critically Endangered ver 3.1）                          |
| Gonystylus punctatus A.C.Sm.             |                                  |                                                   |                          | |                                                                    |
| Gonystylus reticulatus (Elmer) Merr.     | Thea reticulata Elmer            |                                                   |                          | フィリピン                                                                                               |                                                                    |
| Gonystylus spectabilis Airy Shaw         |                                  |                                                   |                          | ボルネオ島（サラワク）                                                                                   | 危急種（Vulnerable ver 2.3）                                       |
| Gonystylus stenosepalus Airy Shaw        |                                  |                                                   |                          | ボルネオ島（サラワク）                                                                                   | 危急種（Vulnerable ver 2.3）                                       |
| Gonystylus velutinus Airy Shaw           |                                  |                                                   |                          | ボルネオ島およびスマトラ島                                                                               | 近危急種（Near Threatened ver 3.1）                                |
| Gonystylus xylocarpus Airy Shaw          |                                  |                                                   |                          | ボルネオ島                                                                                               | 危急種（Vulnerable ver 2.3）                                       |

また、Hassler (2019) は Gonystylus pluricornis Radlk.（シノニム: Amyxa pluricornis (Radlk.) Domke）も本属に含まれるとしている。

## 利用

### 木材

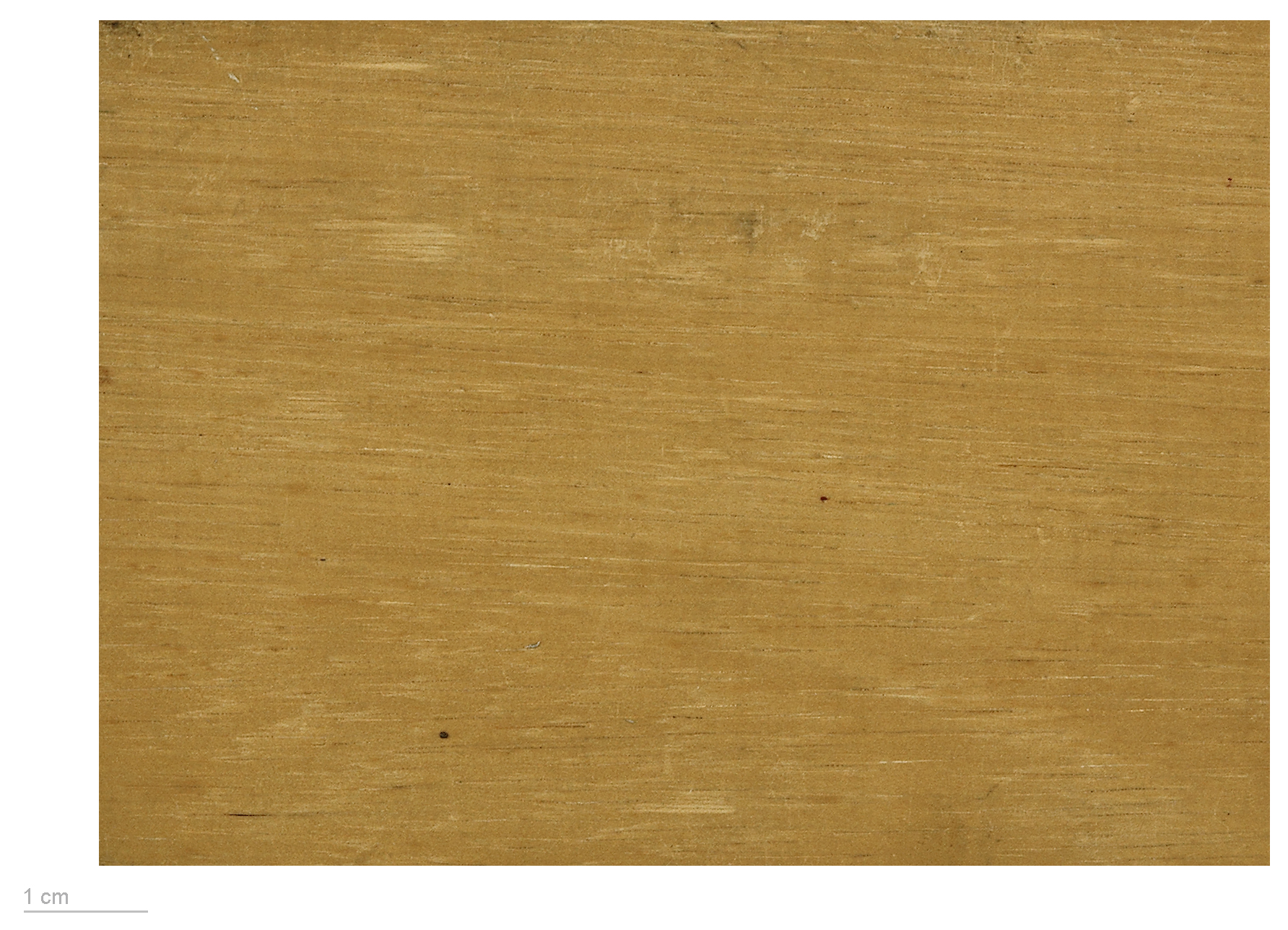
ゴニスティルス属の樹木より得られた材。本属の材はまとめてラミンや melawis の名で扱われる場合がある。

ラミン（メラウィス）Gonystylus bancanus をはじめ、G. affinis や G. confusus、ガハルイタム G. macrophyllus といった本属の複数種が木材として流通しているが、少なくとも左記の4種はいずれも中木、樹高24メートル、胸高直径0.6-1メートル、枝を除いた樹幹が15-18メートルで、このような胸高直径ではさほど大きな材は得られない。
心材は均一に乳白色から淡黄白色で、木理は通直のものから浅く交錯するものまであり、肌目は程よく精で均一である。辺材は5センチメートルほどであるが、心材との区別はつきにくい。少なくとも G. bancanus は材質の個体差が少なく、無臭である。
気乾比重は0.64-0.72で、平均は0.66。G. bancanus は0.52-0.78で、G. affinis と G. confusus を一緒くたにした melawis の気乾比重は0.70前後。あらかじめ天然乾燥済みの木材は劣化なく容易に人工乾燥できるが、しみが付きやすいので製材後すかさず含浸させる必要がある。緻密な木材ということで曲げ強さや圧縮強さは高い一方、耐衝撃性は低く、剛性は中庸、蒸し曲げに対する適性は非常に低い。手道具でも機械でも加工は容易で、それほど刃先を鈍磨させる性質があるわけでもないが、柾目木取りの木材を加工する際に裂けが生じやすく、加工後の狂いは大きい。釘打ちするためには下穴が必要となる。接着性は良く、目止め材を使用すればステインで美しく仕上がる。心材は腐りやすく、辺材にもヒラタキクイムシに食害されやすいという難点があるが、透水性があり、保存薬剤処理は容易である。
用途は、ブナ科ブナ属のビーチの代替材としての家具、額縁、モールディングと幅広い。彫刻やろくろ細工にも用いられ、打撃用ではない道具の柄やダボにも使用される。また内装建具（たとえば階段の手摺りなど）や店舗、事務所、木製玩具にも用いられている。幅木やモールディング、住宅用フローリングなど、それほど大きな荷重がかからない木部の材料としても用いられている。良質なものはロータリーカットされて合板や積層材の芯材とされたり、スライスカットされて化粧単板とされたりする。

### 香木
ガハルイタム Gonystylus macrophyllus は沈香の基源植物の一つとされる。テレビ東京の番組である開運!なんでも鑑定団で香木が出品されたことがあり、沈香のうち本属の木本から得られる寸聞多羅と分類されるものと鑑定されたが、本流の沈香というのはあくまでも同じジンチョウゲ科のジンコウ属（Aquilaria）のものである。

## 保全状況
ゴニスティルス属のうち最も幅広く伐採されて商業的な価値を有するのはラミン（メラウィス）Gonystylus bancanus であるが、この種は2018年にIUCNレッドリストにおいて近絶滅種（Critically Endangered）という深刻な評価を与えられている。その理由欄には1980年代から2000年代初頭にかけて木材を得ることを目的とした大規模な伐採を経験した上、再生がうまくいかないことや、生長速度がもともと遅いこと、そして生育地である泥炭湿地林の環境が農業・インフラ開発のための開拓により悪化することが脅威となり、直近3世代にわたって個体数が80パーセント減少していると推定されることなどが記されている。G. bancanus はインドネシアに限定して絶滅のおそれのある野生動植物の種の国際取引に関する条約（通称: ワシントン条約）附属書IIIに掲載されていたが、2005年には同条約の附属書IIに移された。これは違法取引の抑制を期しての措置であった。インドネシアでは G. bancanus の伐採も商取引もクオータ制（輸入割り当て制度）となっており（UNEP WCNC 2016）、また Indonesian Selective Cutting and Enrichment Planting という取り決めに則り、胸高直径40センチメートルの木ならば伐採の許可が下りるが、35年の伐採周期も遵守する必要がある（Komar et al. 2010）。マレーシアでは伐採や商取引を行うためには国家林業法（マレー語: Akta Perhutanan Negara 1984; 英: National Forestry Act）に厳格に則った許可が必要となり、保護区では伐採は30年周期（例外的にサラワク州では40年周期）で行われ、胸高直径が40センチメートルを超えるまでは伐採されないようになっている。また、伐採後には植林も行われている。
IUCNレッドリストにおいてはこのほか、
- G. affinis は合法・違法を問わず伐採されることや生育地が失われ続けていることから危急種（Vulnerable）[6]、
- ラミンバト G. forbesii は木材としての需要や生育地の断片化の結果による過去の種の減少と未来の予測より、3世代にわたって25パーセントの減少が起こってしまう見通しであることから近危急種（Near Threatened）[18]、

と評価されている。